# 守宅神
守宅神（もりやのかみ、もりたのかみ、もりたかのかみ、もりたくのかみ）は、長野県諏訪地方の民間伝承（諏訪信仰）の神。守田ノ神、守矢神、洩宅神とも表記される。

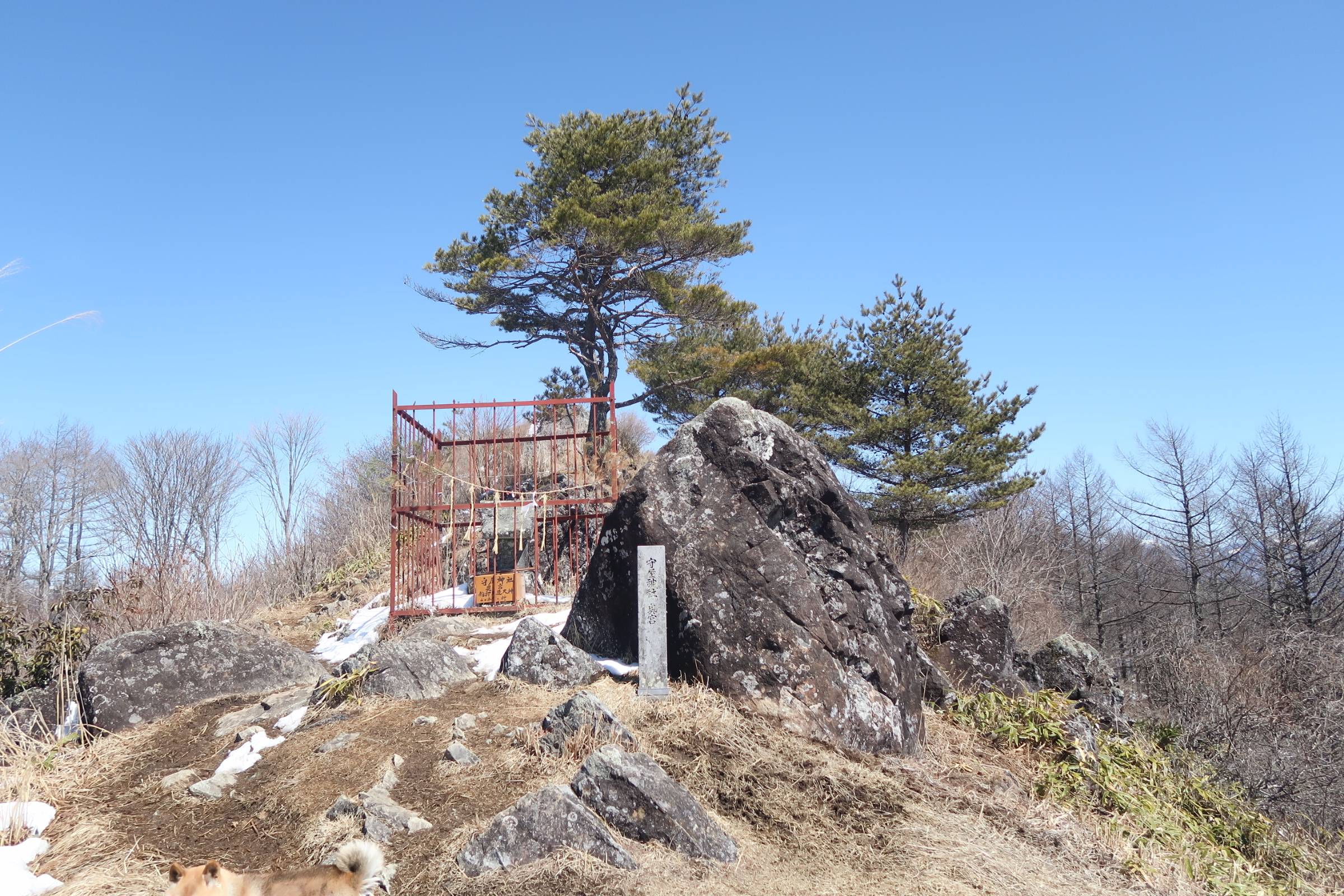
守屋神社奥宮と磐座（東峰）

## 概要

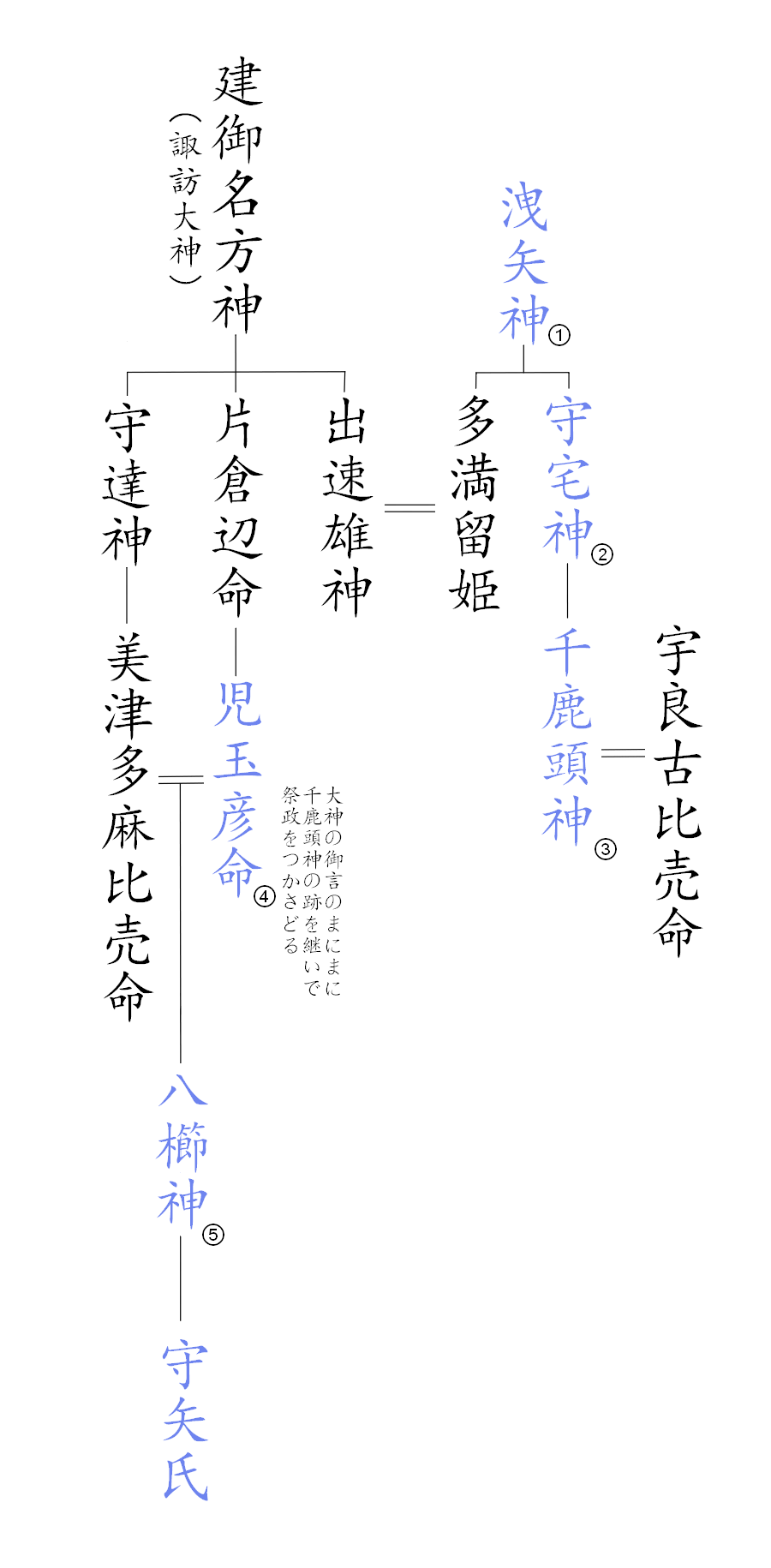
『守矢氏系譜』における守矢氏の最初の五代
（洩矢神から八櫛神まで）

明治初期に書かれた守矢氏の家系図『神長守矢氏系譜』の中では初代の洩矢神に次いで2代目とされる神で、妹には多満留姫がいる。これによると父である洩矢神から祭政官としての地位を引き継ぎ、諏訪大神（建御名方神）と狩りに行った際に1,000頭の鹿を得たことから自分の子を千鹿頭神と名付けた。長野市七二会にある守田神社（式内社・守田神社の論社）の祭神の守達神（建御名方神の御子神）とも同視されている。
『信濃国官社諏訪神社神長官守矢家略系図』（延川和彦著『修補諏訪氏系図』に収録）では守屋山に鎮座する神とされている。

## 考証

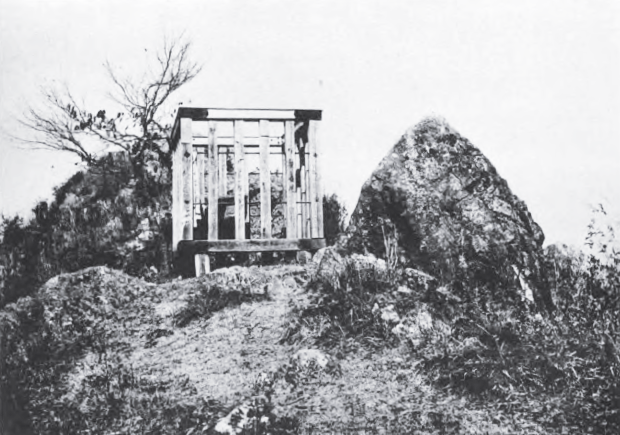
守屋大臣祠（守屋山東峰）
宮地直一『諏訪史』（1931年）より

『日本三代実録』の貞観元年（859年）2月11日条には信濃国に祀られている建御名方神（正二位）、八坂刀売神（従二位）、生島神・足島神（正四位下）、そして宝宅神（従五位上）の神階昇進の記事があるが、印本では「宝宅神」が「守宅神」となっている。江戸末期には「守宅」を「もりや」と読み守屋山の神として洩矢神に比定する説が現れたが、『守矢氏系譜』では洩矢神は守宅神の父神とし両者を別としている。
これについて山田肇（1929年）は「モレヤもモリヤも同語ではないか、洩矢の子は直ちに千鹿頭であらう。然るに此の間に守矢を置くのは洩矢神社と守矢大神祠とがあり、これを別神と認めた作為で、其の実は洩矢神即ち守矢大神とあらねばならぬ。されば一書には守矢の亦名千鹿頭となつてゐる」と書いている。
一方大和岩雄（1990年）は狩猟性を示す洩矢神（ここでは守矢氏が祀るミシャグジと同視）が農耕性を持ったことから狩猟的「洩矢」と区別して農耕的「モリヤ」を「守宅（守田）」として『系譜』では父子関係になったという説を立てている。